# Брудзкі
Брудзкі (пол. Bródzki, нім. Königsthal) — село в Польщі, у гміні Крушвиця Іновроцлавського повіту Куявсько-Поморського воєводства.
Населення — 87 осіб (2011).
У 1975-1998 роках село належало до Бидгощського воєводства.

## Демографія
Демографічна структура станом на 31 березня 2011 року:
|          | Загалом | Допрацездатний вік | Працездатний вік | Постпрацездатний вік |
| -------- | ------- | ------------------ | ---------------- | -------------------- |
| Чоловіки | 43      | 8                  | 32               | 3                    |
| Жінки    | 44      | 4                  | 35               | 5                    |
| Разом    | 87      | 12                 | 67               | 8                    |